# Dorota Krakowska
Dorota Krakowska (ur. 1955 w Krakowie) – polska artystka, absolwentka Akademii Sztuk Pięknych w Krakowie. Jest autorką wystaw indywidualnych w Dansmuseet (Sztokholm) i w Galerii Zderzak w Krakowie. Brała też udział w wystawach zbiorowych, m.in. w Muzeum Narodowym w Warszawie i w Poznaniu. Tworzy grafikę warsztatowa, instalacje wideo i performance. Od roku 2000 na stałe pracuje w Dziale Programowym Goethe-Institut w Krakowie.
Jest córką Ewy Krakowskiej i Tadeusza Kantora.